# Maison située 9 rue Prote Mateje à Zaječar
La maison située 9 rue Prote Mateje à Zaječar (en serbe cyrillique : Кућа у Ул. Проте Матеје 9 у Зајечару ; en serbe latin : Kuća u Ul. Prote Mateje 9 u Zaječaru) se trouve à Zaječar et dans le district de Zaječar, en Serbie. Elle est inscrite sur la liste des monuments culturels protégés de la république de Serbie (identifiant no SK 595),.

## Présentation
La maison est située au centre-ville, 9 rue Prote Mateje Nenadovića. Elle a été construite en 1926.
Elle est constituée d'un sous-sol et d'un simple rez-de-chaussée et prend la forme de la lettre cyrillique « Г » ; le toit est mansardé et, au-dessus de la cour, se trouve une clôture en forme de balustre ; le toit culmine avec un dôme octogonal décoratif.
La façade du bâtiment est recouverte de pierre artificielle et, sous le toit, court une corniche surmontant une frise formée d'entrelacs et, plus bas, l'encadrement des fenêtres est couronné par des mascarons ou des représentations stylisées de végétaux. Quelques pilastres à chapiteaux ioniques peu profonds rythment également les façades sur rue.

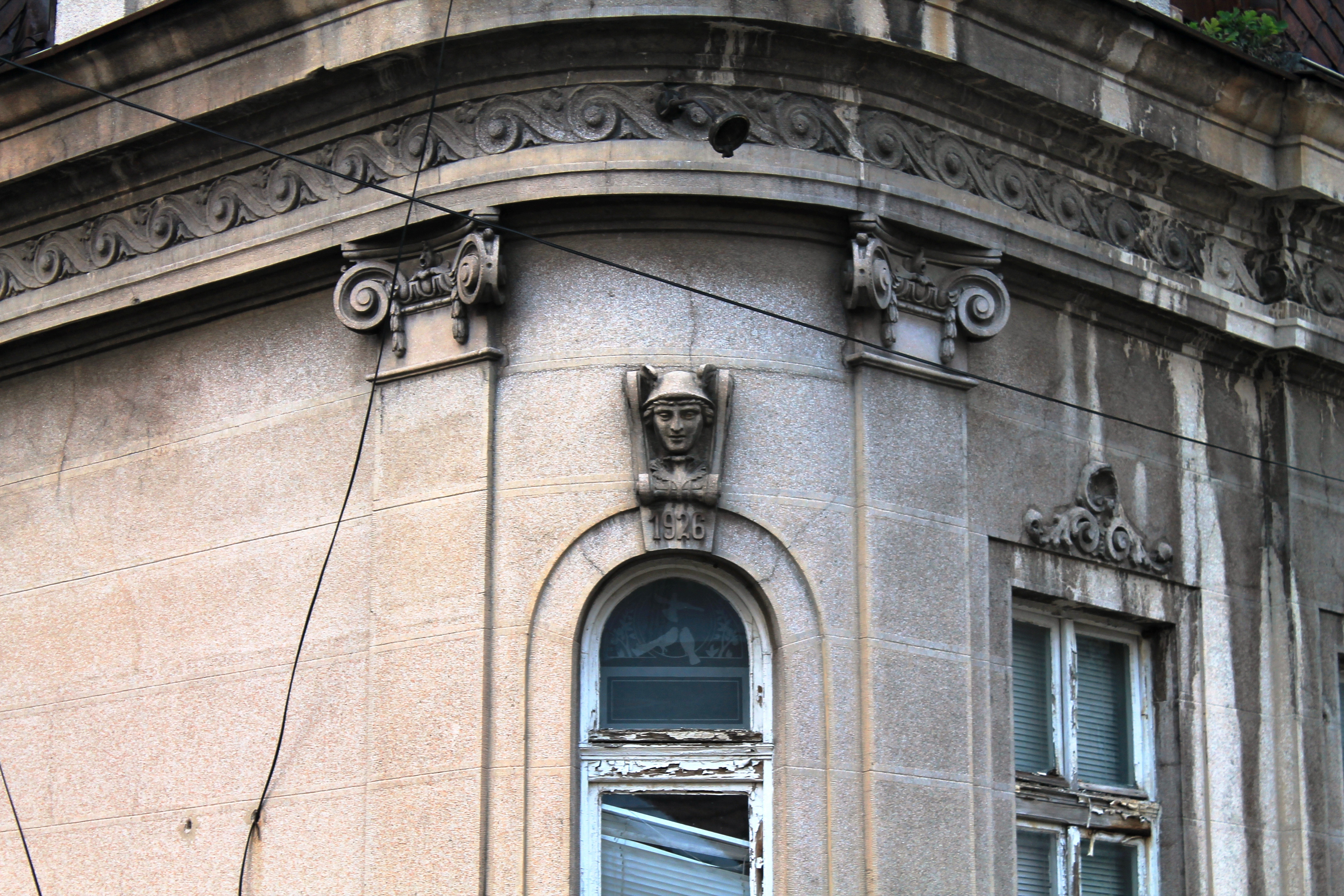
Détail de la façade.